# Taiwo Awoniyi
Taiwo Michael Awoniyi (Ilorin, 23 maggio 1997) è un calciatore nigeriano, attaccante del Nottingham Forest e della nazionale nigeriana.

## Caratteristiche tecniche
Prima punta molto tecnica e con una buona creatività, abile nel controllo palla. Dotato di rapidità e di un buon atletismo, riesce a calciare la palla di prima intenzione con il suo destro dalla madia distanza senza dover sacrificare la sua potenza di tiro, inoltre sfrutta bene pure il colpo di testa. Per le sue caratteristiche è stato paragonato a Rashidi Yekini.

## Carriera

### Club

#### FSV Francoforte e N.E.C.
Cresciuto nell'Imperial Academy dell'ex calciatore Seyi Olofinjana, che lo scoprì nel 2010 in un torneo organizzato dalla Coca-Cola, il 31 agosto 2015 viene acquistato per 450.000 euro dal Liverpool e subito ceduto in prestito all'FSV Francoforte, dove segna una sola rete, pareggiando per 2-2 con l'1. FC Heidenheim 1846. Il 26 agosto 2016 passa, sempre a titolo temporaneo, al NEC Nijmegen, nell'Eredivisie segna tre reti, la prima con il gol del 2-1 sconfiggendo l'AZ Alkmaar e il secondo con la rete del 2-0 battendo l'Heerenveen e l'ultimo con il gol del 3-1 vincendo contro l'Emmen;

#### R.E. Mouscron e Gent
il 1º agosto 2017 si trasferisce al R.E. Mouscron. Il suo primo gol nel campionato belga lo segna battendo per 2-0 il Lokeren, mette a segno il gol del 3-0 contro il Lierse e un'altra rete riesce a segnarla sconfiggendo per 2-1 il Kortrijk, è autore di una doppietta perdendo per 4-3 contro lo Standard Liège, durante la Coppa del Belgio segna una rete prevalendo per 3-1 contro il Tubize.
Dopo un'ottima stagione a livello individuale, il 23 luglio 2018 viene ceduto in prestito al Gent. Segna una rete vincendo per 3-1 contro il Jagiellonia in una partita di qualificazione per l'Europa League, riesce a segnare due gol battendo per 4-2 il Virton nella Coppa del Belgio. Ritorna poi a giocare per il R.E. Mouscron segnando undici gol nel campionato 2018-2019, riesce a fare a un gol contro l'Oostende, il Genk e il Gent vincendo per 2-1 tutti i match, segna la rete del 1-0 sconfiggendo il Lokeren, un'altra rele la segna battendo per 3-0 il Cercle Brugge e il Zulte Waregem, i suoi ultimi gol li mette a segno con una doppietta perdendo per 4-2 contro lo Sportkring Beveren.

#### Magonza e Union Berlino
Ha giocato per un breve periodo con il Magonza nella Bundesliga, ha segnato un solo gol, nel pareggio per 2-2 con il Colonia. Passa poi alla squadra dell'Union Berlino, segna il gol del 2-0 sconfiggendo il Werder Brema inoltre riesce a fare una rete sia contro il Borussia Dortmund e il Colonia vincendo entrambe le partite per 2-1. Nella stagione 2021-2022 segna 15 reti, riesce a fare un gol sia contro l'Hertha che contro l'Eintracht Frankfurt vincendo le due partite per 2-0, inoltre con il suo gol l'Union Berlino batte per 1-0 il Colonia, riesce a fare una reta anche contro il Lipsia, mette a segno una doppietta sia contro il Bochum vincendo per 3-2 che contro il Magonza ottenendo una vittoria per 2-1.

#### Nottingham Forest
Debutta nella Premier League con la squadra del Nottingham Forest nel 2022, il suo primo gol in campionato decide la vittoria su 1-0 contro il West Ham, con lo stesso risultato si concludono le partite contro il Liverpool e l'Arsenal vinte grazie alle reti di Awoniyi, segna una doppietta pareggiando per 2-2 contro il Chelsea e vincendo per 4-2 contro il Southampton, nel suo primo campionato inglese segna 10 reti l'ultima nel pareggio per 1-1 contro il Crystal Palace.
L'11 maggio 2025, durante la gara di campionato giocata contro il Leicester City, sbatte l'addome contro il palo nel tentativo di intercettare un pallone. Inizialmente rientrato in campo per gli ultimi minuti di gara, nei giorni successivi viene annunciato che il giocatore ha subito un intervento d'urgenza ed è stato indotto al coma farmacologico. Le sue condizioni tornano stabili il 15 maggio successivo, risvegliandosi dal coma dopo due interventi.

### Nazionale
Con la rappresentativa giovanile nigeriana ha vinto il Mondiale Under-17 del 2013 riuscendo a vincerlo, nei quarti di finale grazie alla sua doppietta la Nigeria batte per 2-0 l'Uruguay, inoltre nella semifinale vinta per 3-0 contro la Svezia è l'uomo partita grazie a un gol e due assist vincenti.
Con la Nazionale Under-20 partecipa al campionato continentale di categoria vincendolo, segna due gol battendo per 3-1 il Senegal e un altro gol lo mette a segno sconfiggendo per 4-1 il Congo. Partecipa al Mondiale Under-20, dove segna una doppietta che consegna la vittoria su 2-0 contro l'Ungheria.
Convocato per la prima volta in nazionale maggiore nell'ottobre 2021, il 7 del mese stesso esordisce in occasione della sconfitta per 0-1 contro la Rep. Centrafricana. Gioca alla coppa delle nazioni africane Camerun 2021 dove segna il suo primo gol con la maglia della nazionale battendo per 3-1 il Sudan.

## Statistiche

### Presenze e reti nei club
Statistiche aggiornate all'11 maggio 2025.
| Stagione                  | Squadra                   | Campionato                | Campionato | Campionato | Coppe nazionali | Coppe nazionali | Coppe nazionali | Coppe continentali | Coppe continentali | Coppe continentali | Altre coppe | Altre coppe | Altre coppe | Totale | Totale |
| Stagione                  | Squadra                   | Comp                      | Pres       | Reti       | Comp            | Pres            | Reti            | Comp               | Pres               | Reti               | Comp        | Pres        | Reti        | Pres   | Reti   |
| ------------------------- | ------------------------- | ------------------------- | ---------- | ---------- | --------------- | --------------- | --------------- | ------------------ | ------------------ | ------------------ | ----------- | ----------- | ----------- | ------ | ------ |
| 2015-2016                 | FSV Francoforte           | ZL                        | 13         | 1          | CG              | 1               | 0               | -                  | -                  | -                  | -           | -           | -           | 14     | 1      |
| 2016-2017                 | NEC Nijmegen              | E                         | 18+3       | 2+1        | CO              | 1               | 0               | -                  | -                  | -                  | -           | -           | -           | 22     | 3      |
| 2017-2018                 | Mouscron                  | D1                        | 27+2       | 7+2        | CB              | 2               | 1               | -                  | -                  | -                  | -           | -           | -           | 31     | 10     |
| 2018-gen.2019             | Gent                      | D1                        | 15         | 0          | CB              | 0               | 0               | UEL                | 4                  | 1                  | -           | -           | -           | 19     | 1      |
| gen.-giu. 2019            | Mouscron                  | D1                        | 9+7        | 7+4        | CB              | 2               | 2               | -                  | -                  | -                  | -           | -           | -           | 18     | 13     |
| Totale Royal Mouscron     | Totale Royal Mouscron     | Totale Royal Mouscron     | 36+9       | 14+6       |                 | 4               | 3               |                    | -                  | -                  |             | -           | -           | 49     | 23     |
| 2019-2020                 | Magonza                   | BL                        | 12         | 1          | CG              | 0               | 0               | -                  | -                  | -                  | -           | -           | -           | 12     | 1      |
| 2020-2021                 | Union Berlino             | BL                        | 21         | 5          | CG              | 1               | 0               | -                  | -                  | -                  | -           | -           | -           | 22     | 5      |
| 2021-2022                 | Union Berlino             | BL                        | 31         | 15         | CG              | 4               | 1               | UECL               | 8                  | 4                  | -           | -           | -           | 43     | 20     |
| Totale Union Berlino      | Totale Union Berlino      | Totale Union Berlino      | 52         | 20         |                 | 5               | 1               |                    | 8                  | 4                  |             | -           | -           | 65     | 25     |
| 2022-2023                 | Nottingham Forest         | PL                        | 27         | 10         | FACup+CdL       | 0+3             | 0+1             | -                  | -                  | -                  | -           | -           | -           | 30     | 11     |
| 2023-2024                 | Nottingham Forest         | PL                        | 20         | 6          | FACup+CdL       | 2+1             | 0               | -                  | -                  | -                  | -           | -           | -           | 23     | 6      |
| 2024-2025                 | Nottingham Forest         | PL                        | 26         | 1          | FACup+CdL       | 5+1             | 1+0             | -                  | -                  | -                  | -           | -           | -           | 32     | 2      |
| Totale Nottingham Forrest | Totale Nottingham Forrest | Totale Nottingham Forrest | 73         | 17         |                 | 12              | 2               |                    | -                  | -                  |             | -           | -           | 85     | 19     |
| Totale carriera           | Totale carriera           | Totale carriera           | 231        | 62         |                 | 23              | 6               |                    | 12                 | 5                  |             | -           | -           | 266    | 73     |

### Cronologia presenze e reti in nazionale
| Cronologia completa delle presenze e delle reti in nazionale ― Nigeria | Cronologia completa delle presenze e delle reti in nazionale ― Nigeria | Cronologia completa delle presenze e delle reti in nazionale ― Nigeria | Cronologia completa delle presenze e delle reti in nazionale ― Nigeria | Cronologia completa delle presenze e delle reti in nazionale ― Nigeria | Cronologia completa delle presenze e delle reti in nazionale ― Nigeria | Cronologia completa delle presenze e delle reti in nazionale ― Nigeria | Cronologia completa delle presenze e delle reti in nazionale ― Nigeria |
| Data                                                                   | Città                                                                  | In casa                                                                | Risultato                                                              | Ospiti                                                                 | Competizione                                                           | Reti                                                                   | Note                                                                   |
| ---------------------------------------------------------------------- | ---------------------------------------------------------------------- | ---------------------------------------------------------------------- | ---------------------------------------------------------------------- | ---------------------------------------------------------------------- | ---------------------------------------------------------------------- | ---------------------------------------------------------------------- | ---------------------------------------------------------------------- |
| 7-10-2021                                                              | Lagos                                                                  | Nigeria                                                                | 0 – 1                                                                  | Rep. Centrafricana                                                     | Qual. Mondiali 2022                                                    | -                                                                      | 46’                                                                    |
| 11-1-2022                                                              | Garoua                                                                 | Nigeria                                                                | 1 – 0                                                                  | Egitto                                                                 | Coppa d'Africa 2021 - 1º turno                                         | -                                                                      | 72’                                                                    |
| 15-1-2022                                                              | Garoua                                                                 | Nigeria                                                                | 3 – 1                                                                  | Sudan                                                                  | Coppa d'Africa 2021 - 1º turno                                         | 1                                                                      | 82’                                                                    |
| 23-1-2022                                                              | Garoua                                                                 | Nigeria                                                                | 0 – 1                                                                  | Tunisia                                                                | Coppa d'Africa 2021 - Ottavi di finale                                 | -                                                                      | 60’                                                                    |
| 27-9-2022                                                              | Bir El Djir                                                            | Algeria                                                                | 2 – 1                                                                  | Nigeria                                                                | Amichevole                                                             | -                                                                      | 72’                                                                    |
| 18-6-2023                                                              | Monrovia                                                               | Sierra Leone                                                           | 2 – 3                                                                  | Nigeria                                                                | Qual. Coppa d'Africa 2023                                              | -                                                                      | 81’                                                                    |
| 10-9-2023                                                              | Uyo                                                                    | Nigeria                                                                | 6 – 0                                                                  | São Tomé e Príncipe                                                    | Qual. Coppa d'Africa 2023                                              | 1                                                                      | 64’                                                                    |
| 16-11-2023                                                             | Uyo                                                                    | Nigeria                                                                | 1 – 1                                                                  | Lesotho                                                                | Qual. Mondiali 2026                                                    | -                                                                      | 59’                                                                    |
| 10-9-2024                                                              | Kigali                                                                 | Ruanda                                                                 | 0 – 0                                                                  | Nigeria                                                                | Qual. Coppa d'Africa 2025                                              | -                                                                      | 90+3’                                                                  |
| 11-10-2024                                                             | Uyo                                                                    | Nigeria                                                                | 1 – 0                                                                  | Libia                                                                  | Qual. Coppa d'Africa 2025                                              | -                                                                      | 74’                                                                    |
| Totale                                                                 |                                                                        | Presenze                                                               | 10                                                                     |                                                                        | Reti                                                                   | 2                                                                      |                                                                        |

## Palmarès

### Nazionale
- Campionato mondiale Under-17: 1

Emirati Arabi Uniti 2013
- Coppa d'Africa Under-20

2015